# Пернамбуко
Пернамбуко (порт. Pernambuco) држава је Бразила, смештена на североистоку земље. Према северу граничи се са савезним државама Параиба и Сеара, према западу са Пјауијем а према југу са Баијом и Алагоасом. Западни део државе излази на Атлантски океан. Назив је добила по тропском дрвету које расте на овом подручју.

## Географија
Територија ове државе је већином прекривена грубом, трновитом вегетацијом под називом каатинга (caatinga). Река Сао Франсиско је главни извор воде за ову област. Обалски појас је плодан и у њему се налазе плантаже шећерне трске. Клима је блага али ипак у вишим пределима температура у току зиме може да падне испод 5 °C, што је за бразилске прилике прилично ниска температура.
Архипелаг Фернандо де Нороња, у Атлантском океану, 535 km североисточно од главног града Ресифеа, припада Пернамбуку од 1988. године.

## Историја
Први Европљани који су колонизовали просторе данашњег Пернамбука били су Португалци. Португалски краљ Жоао III је 1534. у Бразилу створио наследне капетаније. Пернамбуко је била једна од ових капетанија и додељена је португалском племићу Дуарте Коељу. У Пернамбуко, тада познат по имену Нова Лузитанија, Дуарте Коељо је стигао 1535. и основао управу у близини данашњег Олинда. После неколико крвавих борби са домороцима и француским колонизаторима, Дуарте је основао град Олинда, чиме је практично заживела португалска власт на просторима његове капетаније. Убрзо за Олиндом (првим главним градом), оснива се и Игарасу, 1537. године.
Пернамбуко је у ово доба, заједно са Сао Винсентеом била једина просперитетна капетанија, захваљујући плантажама памука и шећерне трске. Уз помоћ Холандске источноиндијске компаније, саграђена су постројења за прераду шећерне трске, чиме је Пернамбуко још више напредовао, па је 1612. Пернамбуко произвео 14.000 тона шећера а 1640. је само у Холаднију извезено 24.000 тоне шећера.
Године 1630. Пернамбуко, као и већина осталих португалских поседа у Бразилу, долази у посед Холандије, а гроф од Насауа (Johan Maurits van Nassau-Siegen) је именован управником Нове Холандије. Насауова власт оснива град Маританију, данашњи Ресифе, на делти острва, прилично сличне топографије као и Холандија. Овим сва моћ се полако почиње преливати из старе престонице, Олинда у Ресифе. Холандска администрација је много тога доброг донела у Пернамбуко, што се највише огледа у урбанизму, култури и науци. Холандски дух је и данас препознатљив у Пернамубку, у његовом становништву, нагласку који користе становници, као и у архитектури.
Године 1654. Португал осваја Ресифе и Олинда опет постаје политички центар. Ипак Ресифе задржава статус главне луке и остаје главни комерцијални град у Пернамбуку.
Године 1710. у Пернамбуку је практично избио рат између градова Ресифе и Олинда, а у суштини је био рат између власника шећерана у Олинди и околини, против трговаца из Ресифеа.
Године 1817. године избија Пернамбуканска револуција, покрет чији је циљ био одвајање Пернамбука из од Португалије империје и проглашење Републике Пернамбуко. Основни разлози револуције су били незадовољство колонијалном администрацијом. Република је проглашена 7. марта, 1817. године. После војне интервенције, 20. маја исте године, побуњени Пернамбуко је враћен у од Португалије империју. Застава те Републике Пернамбуко је данашња застава државе Пернамбуко.
У вријеме када су скоро све бразилске колоније водиле борбу за ослобођење од од Португалије империје, на територији данашњег Пернамбука, Параибе, Рио Гранде до Нортеа и Сеаре, 2. јула 1824. године створена је Еквадорска конфедерација (порт. Confederação do Equador). Исте године, 29. новембра, снаге конфедерације су капитулирале и Еквадорска конфедерација је расформирана.
Године 1848. као одговор на Европске либералне револуције које су се десиле, Пернамбуко је био поприште кратке либералне револуције под називом Praieira revolt.

## Привреда
Привреда Пернамбука се и данас заснива на пољопривреди (претежно шећерна трска и сточарство) али и на индустрији (хемијској, металургији, електронској и текстилној).

## Галерија
- Зграда Владе
- Трибунал правде Пернамбука
- Скупштина Пернамбука
- Нулта ознака у Ресифеу
- Манастир Сан Бенто
- Манастир Сао Франциско
- Касарна у Ресифеу
- Боа Виста, четврт у Ресифеу
- Ресифе
- Ресифе
- Четврт Боа Вијагем у Ресифу
- Кеј Хозе Естелита у Ресифеу
- Torre de Cristal (Стаклени торањ), Ресифе
- Слап у Примавери
- Бања Марулхос, Муро Алто
- Порт де Галињас